# Michele Maggetti
Michele Maggetti (Locarno, 16 marzo 1981) è un ex calciatore svizzero, di ruolo centrocampista.

## Carriera
Cresce nelle giovanili del Losone, per poi giocare tra le file di Malcantone Agno e AC Bellinzona.
Nel 2005 si trasferisce al Vaduz. Qui resta per 3 stagioni, ottenendo, nel 2008, la promozione in Super League.
Nel 2008 si trasferisce al Lugano. Il 15 giugno 2011 rinnova il suo contratto di un anno.

## Statistiche

### Presenze e reti nei club
Statistiche aggiornate al 22 agosto 2011.
| Stagione        | Squadra         | Campionato      | Campionato | Campionato | Coppe nazionali | Coppe nazionali | Coppe nazionali | Coppe continentali | Coppe continentali | Coppe continentali | Altre coppe | Altre coppe | Altre coppe | Totale | Totale |
| Stagione        | Squadra         | Comp            | Pres       | Reti       | Comp            | Pres            | Reti            | Comp               | Pres               | Reti               | Comp        | Pres        | Reti        | Pres   | Reti   |
| --------------- | --------------- | --------------- | ---------- | ---------- | --------------- | --------------- | --------------- | ------------------ | ------------------ | ------------------ | ----------- | ----------- | ----------- | ------ | ------ |
| 2005-2006       | Vaduz           | CL              | 17         | 1          | -               | -               | -               | -                  | -                  | -                  | -           | -           | -           | 17     | 1      |
| 2006-2007       | Vaduz           | CL              | 32         | 0          | -               | -               | -               | -                  | -                  | -                  | -           | -           | -           | 32     | 0      |
| 2007-2008       | Vaduz           | CL              | 32         | 6          | -               | -               | -               | -                  | -                  | -                  | -           | -           | -           | 32     | 6      |
| Totale Vaduz    | Totale Vaduz    | Totale Vaduz    | 81         | 7          | -               | -               | -               | -                  | -                  | -                  | -           | -           | -           | 81     | 7      |
| 2008-2009       | Lugano          | CL              | 29+2       | 1          | CS              | 1               | -               | -                  | -                  | -                  | -           | -           | -           | 32     | 1      |
| 2009-2010       | Lugano          | CL              | 27+2       | 1          | CS              | 3               | 1               | -                  | -                  | -                  | -           | -           | -           | 32     | 2      |
| 2010-2011       | Lugano          | CL              | 17         | 0          | CS              | 2               | 0               | -                  | -                  | -                  | -           | -           | -           | 19     | 0      |
| 2010-2011       | Lugano U21      | PL              | 3          | 0          | -               | -               | -               | -                  | -                  | -                  | -           | -           | -           | 3      | 0      |
| 2011-2012       | Lugano          | CL              | 1          | 0          | CS              | -               | -               | -                  | -                  | -                  | -           | -           | -           | 1      | 0      |
| Totale Lugano   | Totale Lugano   | Totale Lugano   | 74+4       | 2          | -               | 6               | 1               | -                  | -                  | -                  | -           | -           | -           | 84     | 3      |
| Totale Carriera | Totale Carriera | Totale Carriera | 155+4      | 9          | -               | 6               | 1               | -                  | -                  | -                  | -           | -           | -           | 165    | 10     |